# Château d'Inveraray
Le château d'Inveraray (Caisteal Inbhir Aora en gaélique) est un château situé au nord est de la petite ville d'Inveraray, en Écosse. Il est le fief du chef de la branche sud du clan Campbell, le duc d'Argyll.

## Histoire
Le bâtiment initial, construit par Colin Campbell, 1er duc d'Argyll, date du XVe siècle. Il est démoli lors de la construction du château actuel par Archibald Campbell, 3e duc d'Argyll. Les travaux, conduits par l'architecte Roger Morris (1695-1749) sur des plans de l'architecte John Vanbrugh réalisés en 1720 pour John Campbell, 2e duc d'Argyll, se sont étendus de 1744 à 1758.
Le château a par la suite connu plusieurs aménagements complémentaires. En 1770, l'entrée principale a été déplacée par l'architecte William Mylne, puis, dans les années 1780, son frère Robert Mylne est chargé par le 5e duc d'Argyll d'aménager les intérieurs. C'est lui qui réalise notamment la salle des tapisseries, inspirée des salons parisiens, et la salle à manger. Ces travaux sont achevés en 1789.
Le château subit par la suite des réparations dues à deux incendies importants, en 1877 et 1975. C'est lors des restaurations des années 1880, consécutives au premier incendie, que les couvertures coniques sont ajoutées aux tours d'angles du château.
En 2012, l'épisode spécial de Noël de la saison 3 de la série Downton Abbey y est partiellement filmé. Dans la série, il est le château Duneagle, propriété du marquis et de la marquise de Flintshire.